# Kaytalun
Kitlun (tiếng Ả Rập: كيتلون) là một ngôi làng Syria nằm ở phó huyện Salamiyah thuộc huyện Salamiyah, Hama. Theo Cục Thống kê Trung ương Syria (CBS), Kitlun có dân số năm 1858 trong cuộc điều tra dân số năm 2004.